# Markus Pöyhönen
Markus Pöyhönen (Vantaa, Finlandia, 25 de octubre de 1978) es un atleta finlandés, especializado en la carrera de los 100 metros. En el 2002 se convirtió en el primer velocista masculino de Finlandia en llegar a una final de los 100 m en una competición internacional. Posee además el récord nacional de su país en la misma modalidad con un tiempo de 10.23 segundos.
Es una persona que goza de bastante fama en su país, por lo que también ha realizado incursiones en el mundo de la televisión con diversas apariciones en distintas series de televisión finlandesa interpretándose a sí mismo.

## Progresión
- 100 m

| Año  | Tiempo | Viento | Ciudad                 | Fecha                |
| ---- | ------ | ------ | ---------------------- | -------------------- |
| 1999 | 10,88  | +1.3   | Raahe                  | 14 de agosto de 1999 |
| 2000 | 10,56  | +1.8   | Kouvola                | 5 de agosto de 2000  |
| 2001 | 10,42  | +1.2   | Jämsänkoski            | 29 de julio de 2001  |
| 2002 | 10,23  | +1.7   | Joensuu                | 20 de julio de 2002  |
| 2003 | 10,26  | +1.2   | Turku                  | 23 de julio de 2003  |
| 2005 | 10,38  | +0.3   | Krugersdorp, Sudáfrica | 15 de enero de 2005  |
| 2006 | 10,76  | +1.8   | Tampere                | 7 de junio de 2006   |

- 200 m

| Año  | Tiempo | Viento | Ciudad      | Fecha              |
| ---- | ------ | ------ | ----------- | ------------------ |
| 2002 | 20,60  | -0,4   | Palafrugell | 11 de mayo de 2002 |